# Anna Bishop
Anna Bishop, właśc. Ann Rivière (ur. 9 stycznia 1810 w Londynie, zm. 18 marca 1884 w Nowym Jorku) – brytyjska śpiewaczka operowa, sopran.

## Życiorys
Początkowo uczyła się gry na fortepianie u Ignaza Moschelesa, następnie od 1824 roku uczyła się śpiewu w Royal Academy of Music u Henry’ego Bishopa, którego poślubiła w 1831 roku. Debiutowała na scenie w 1831 roku w Londynie. W 1834 roku wykonała główną partię sopranową w trakcie londyńskiej premiery Requiem Luigiego Cherubiniego. W latach 1839–1846 koncertowała za granicą, m.in. w Teatro San Carlo w Neapolu. W tym czasie odeszła od męża, wdając się w romans z francuskim harfistą Nicolasem-Charles’em Bochsą. Związana była z nim do jego śmierci w 1856 roku, później wyszła ponownie za mąż za handlarza diamentów Martina Schulza. Od 1847 roku mieszkała i występowała w Stanach Zjednoczonych. W 1850 roku kreowała tytułową rolę podczas amerykańskiej premiery opery Friedricha von Flotowa Marta w Nowym Jorku. Odbywała liczne podróże koncertowe, m.in. do Australii (1855), Anglii (1858–1859) oraz Indii i Chin (1866).